# Decco
Decco ist das gemeinsame Projekt der Songwriter und Musikproduzenten Joacim Persson aus Stockholm und Sebastian Arman aus Wien. Nach Arbeiten für andere Künstler (u. a. John Legend, Kelly Clarkson, Selena Gomez, Marlon Roudette, Crystal Fighters, Ry X, Redman und Konshens) begannen die beiden 2016, ein eigenes Artist-Projekt zu entwickeln.

## Karriere
Ihre im Dezember 2016 erschienene Debütsingle Shooting Stars featuring Mapei platzierte sich in den Spotify Viral Charts. Der Song wurde u. a. von Wankelmut, LOWSELF, On Planets und Oh Lou! geremixt. Kurz darauf veröffentlichten Decco ihre Version des Alex-Vargas-Songs „Higher Love“, eine moderne, elektronische Ballade, die sie zusammen mit dem dänischen Sänger und Songwriter schrieben. Der Song wurde in der Diesel-SS17-TV-Kampagne Make love, not walls verwendet, die unter der Regie von David LaChapelle entstand.
Das Jahr 2017 starteten die beiden mit einem offiziellen Remix des Dua-Lipa-Songs Thinking ’Bout You. Für ihre Sommerhymne Sun Comes Out arbeiteten sie mit dem britischen Singer-Songwriter Leo Stannard zusammen. Der Track wurde bis dato mehr als fünf Millionen Mal gestreamt und von Radiostationen in Europa in deren Playlists hinzugefügt.
Als Follow-up veröffentlichte das Duo About You featuring Alex Vargas, einen Hybrid aus Songwriter-Pop und Clubmusik. Das Musikvideo entstand unter der Regie von Austin Settle in Zusammenarbeit u. a. mit der Tänzerin und Choreographin Gianna Gi. Es folgten Remixes von u. a. You’re Over Me von Years & Years und For Love von Filous feat. Klei.
Seit ihrer ersten Veröffentlichung verzeichnen Decco mehr als 20 Millionen Spotify-Streams. Im Augenblick (Stand März 2019) pendeln die beiden zwischen Los Angeles, London, Stockholm und Wien.
Der Song Crazy To Love You entstand auf der Achse Österreich/Schweden/Israel. Als Sänger engagierte man den britischen Soul- und Folk-Künstler Alex Clare. Die Aufnahmen fanden in Jerusalem statt. Für Clare war es nicht die erste Arbeit dieser Art; schon mit seinem Album The Lateness of the Hour inklusive der Single Too Close arbeitete er 2011 im Bereich der elektronischen Musik und kombinierte seine Stimme mit Dubstep-Klängen.
Decco erzielen mit ihren Remixes und Songs nicht nur mehrere Millionen an Streams und Downloads, sondern arbeiteten auch regelmäßig mit renommierten Musiker-Kollegen, u. a. Dua Lipa, Alex Vargas und Alex Clare, sowie mit weltbekannten Unternehmen und Marken wie z. B. Diesel oder Pepe Jeans zusammen.
Monatlich hören mehr als 250.000 Personen Deccos Songs allein über den Streaming-Dienst Spotify, und auch live konnten Fans bereits Deccos Musik hören, wie z. B. am 8. Juli 2010 auf dem Vig Festival in Dänemark oder am 19. Juni 2008 in London.

## Diskografie (Auswahl)
Singles
- 2016: Hearts Without a Home (Stanfour feat. Decco)
- 2017: Shooting Stars (feat. Mapei)
- 2017: Sun Comes Out (feat. Leo Stannard)
- 2017: About You (feat. Alex Vargas)
- 2019: Crazy to Love You (feat. Alex Clare)

Autorenbeteiligungen und Produktionen
- 2020: Sag mir was du willst (Clueso)
- 2022: Call It Love (Felix Jaehn & Ray Dalton)

## Auszeichnungen für Musikverkäufe
| Goldene Schallplatte - Deutschland - 2023: für die Autorenbeteiligung/Produktion Call It Love (Felix Jaehn & Ray Dalton) - Polen - 2023: für die Autorenbeteiligung/Produktion Call It Love (Felix Jaehn & Ray Dalton) | Platin-Schallplatte - Österreich - 2023: für die Autorenbeteiligung/Produktion Call It Love (Felix Jaehn & Ray Dalton) |

| Land/RegionAuszeichnungen für Musikverkäufe (Land/Region, Auszeichnungen, Verkäufe, Quellen) | Gold     | Platin  | Verkäufe | Quellen           |
| -------------------------------------------------------------------------------------------- | -------- | ------- | -------- | ----------------- |
| Deutschland (BVMI)                                                                           | Gold1    | —       | 200.000  | musikindustrie.de |
| Österreich (IFPI)                                                                            | —        | Platin1 | 30.000   | ifpi.at           |
| Polen (ZPAV)                                                                                 | Gold1    | —       | 25.000   | olis.pl           |
| Insgesamt                                                                                    | 2× Gold2 | Platin1 |          |                   |